# Frederick Smith
Frederick Smith (30 december 1805 - 16 februari 1879) was een Brits entomoloog. 
Smith, die oorspronkelijk opgeleid was tot graveur, werd na de dood van zijn voorganger Edward Doubleday in 1849, aangesteld als assistent op de afdeling "zoölogie" van het British Museum. Daar specialiseerde hij zich in vliesvleugeligen (hymenoptera). In 1875 werd hij bevorderd tot 'senior assistent' op dezelfde afdeling.
Van 1862 tot 1863 was hij voorzitter van de Entomological Society of London (later Royal Entomological Society).
Zijn zoon was Edgar Albert Smith (1847-1916), zoöloog en malacoloog.

## Werken
- Catalogue of Hymenopterous Insects, 7 delen, 1853-1859
- Nomenclature of Coleopterous Insects, deel 5 (1851) en deel 6 (1852)

- Author citation (botany): F.Sm.
- Stuttgart Database of Scientific Illustrators 1450–1950: 10936
- Gemeinsame Normdatei: 101578334
- International Standard Name Identifier: 0000 0001 1622 1543
- Library of Congress Control Number: nb2010015346
- Nederlandse Thesaurus van Auteursnamen: 299033090
- Réseau des bibliothèques de Suisse occidentale: 02-A012431939
- Istituto Centrale per il Catalogo Unico: IEIV054198
- Système universitaire de documentation: 134510828
- Museum of New Zealand Te Papa Tongarewa: 65700
- Trove: 1089211
- Virtual International Authority File: 37284734
- WorldCat: E39PCjHkBb9XPjQhJWkBYVGpdP